# 博瓦尔瓦旺
博瓦尔瓦旺（法語：Beauvoir-Wavans）是法国北部-加来海峡大区加来海峡省的一个市镇，属于阿拉斯区欧克西堡县。该市镇2009年时的人口为380人。

## 人口
博瓦尔瓦旺人口变化图示
| 数据来源：INSEE |